# Matías Silvestre
Matías Agustín Silvestre (Mercedes, 25 settembre 1984) è un ex calciatore argentino naturalizzato italiano, di ruolo difensore.

## Biografia
Silvestre possiede anche il passaporto italiano. Dall'unione con Lucia sono nati Gianluca (2019)  e Brando (2021).

## Caratteristiche tecniche
È un difensore centrale forte fisicamente e veloce. In grado di tenere il pallone fra i piedi per impostare il gioco, dal punto di vista tattico è bravo nelle palle inattive grazie alla sua abilità nel colpo di testa. Fu proprio grazie a questa sua caratteristica che il tecnico Carlos Bianchi gli cambiò ruolo trasformandolo in difensore, posizione che a Silvestre inizialmente non piaceva.

## Carriera

### Club

#### Boca Juniors
Inizia a dare i primi calci a un pallone nel Club Mercedes, squadra della sua città. A 10 anni, durante un'amichevole con il Boca Juniors, fu visionato dai dirigenti di quest'ultima e venne così prelevato.
Debutta con il Boca Juniors il 23 marzo 2003 nella partita vinta per 3-1 contro il Lanús. Chiude la prima stagione al Boca Juniors con 5 presenze nel campionato di Clausura. La squadra è anche vincitrice della Coppa Libertadores, dove Silvestre non colleziona presenze.
Nella seconda stagione, in cui vince il torneo di Apertura, le presenze in campionato sono una di meno (4), mentre esordisce nelle competizioni internazionali giocando 3 partite della Copa Sudamericana e 2 nella 10 partite nella Coppa Libertadores. Il 14 dicembre 2003 vince la Coppa Intercontinentale.
Nel 2004-2005 gioca 10 partite in campionato, mentre non gioca alcuna partita nella Copa Sudamericana vinta dalla sua squadra per la prima volta nella storia. Nella stagione successiva - divenuto titolare della squadra - gioca 21 partite in campionato, in cui la squadra vince sia Apertura che Clausura, e 5 nella Copa Sudamericana, vinta ancora dalla sua squadra. Le reti in questa stagione sono 4, che stabiliscono un primato personale.
Si conferma un titolare nella stagione 2006-2007, quando gioca ancora 21 partite (con un gol) in campionato, 2 partite nella Copa Sudamericana e 8 partite nella Coppa Libertadores vinta dalla sesta volta della sua squadra e per la seconda volta a titolo personale, che si aggiungono ai due titoli in Copa Sudamericana.
Chiude l'esperienza in patria con 2 presenze nel campionato 2007-2008, poiché a gennaio, dopo aver partecipato al Mondiale per club del 2007 perso in finale contro gli italiani del Milan, passa al Catania, altra squadra d'Italia. Le presenze con la maglia del Boca Juniors si fermano a 63 in campionato e a 20 nelle coppe internazionali.

#### Catania

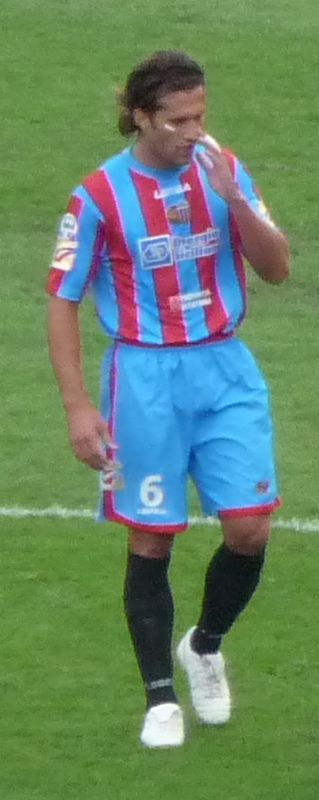
Matías Silvestre in Udinese- (4-2) del 13 settembre 2009

Il 28 gennaio 2008 passa al Catania per 1,5 milioni di euro. Esordisce in Serie A il 27 febbraio in Catania-Milan (1-1), giocando titolare. Chiude la prima stagione in Italia con 11 presenze in campionato e due in Coppa Italia.
Nella stagione 2008-2009 è inamovibile nella formazione etnea, formando una coppia di centrali difensivi assieme a Lorenzo Stovini. Gioca 36 partite in campionato e 3 in Coppa Italia.
Nella stagione 2009-2010 è ancora titolare, giocando 35 partite in campionato ed una in Coppa Italia. In questa stagione segna la sua prima rete in maglia rossazzurra, il 2 maggio 2010 in Catania-Juventus (1-1) valida per la 36ª giornata.
Nel febbraio 2011 viene nominato capitano della squadra dopo la partenza di Giuseppe Mascara. Chiude la stagione giocando 36 partite in campionato (nel quale si è rivelato uno dei migliori difensori centrali) e 2 in Coppa Italia; le reti segnate – tutte in campionato – sono 6, che determinano un nuovo primato personale, il miglior risultato in termini di gol segnati nell'anno da un difensore (il doppio dei molti fermatisi a tre realizzazioni). Al termine di questa stagione lascia il Catania, dopo averne vestito la maglia in 126 occasioni complessive ed esserne stato un giocatore importante.

#### Palermo
Il 9 agosto viene ufficializzato il suo acquisto da parte del Palermo per 7,3 milioni di euro. Il giocatore - che ha firmato un contratto quadriennale - già il giorno precedente aveva preso parte all'allenamento della squadra. Nella trattativa è stata inserita anche la compartecipazione di Davide Lanzafame; il contratto presso la Lega Calcio è stato depositato tre giorni dopo e l'ingaggio del giocatore è di 750.000 euro annui. Esordisce in maglia rosanero in Palermo-Inter (4-3) della seconda giornata di campionato (la prima è stata rinviata) disputata l'11 settembre, giocando titolare così come per il resto della stagione. Segna la prima rete col Palermo nella vittoria per 3-1 sul Bologna valida per l'11ª giornata, realizzando il momentaneo 2-0.
Il 19 febbraio, durante Siena-Palermo (4-1) della 25ª giornata, esce dal campo all'11' dopo aver riportato una distrazione muscolare di primo grado al semimembranoso della coscia destra; ritorna in campo - fra i titolari - a quasi due mesi di distanza, in Cesena-Palermo della 34ª giornata disputata il 22 aprile, in cui realizza anche la rete che fissa il punteggio sul 2-2. Nell'ultima partita di una positiva stagione, giocata il 6 maggio 2012 (ammonito, salta per squalifica l'ultima giornata di campionato) e terminata per 4-4 contro il ChievoVerona, è suo il gol – il quinto stagionale in 29 presenze – che permette al Palermo di pareggiare all'89'. Con 11 gol in due stagioni è stato il difensore più prolifico della Serie A.

#### Inter
Dopo una stagione al Palermo, il 6 luglio 2012 passa all'Inter con la formula, pensata dal presidente nerazzurro Massimo Moratti, del prestito oneroso biennale di 2 milioni di euro con diritto di riscatto fissato a 6 milioni di euro. Nella stessa mattinata viene convocato per il ritiro estivo nerazzurro; con la società firma un contratto triennale da 1,5 milioni di euro a stagione.
Esordisce in maglia nerazzurra con la maglia numero 6 nell'andata del terzo turno preliminare di Europa League vinta per 3-0 in trasferta contro i croati dell'Hajduk Spalato. Il 28 aprile 2013, durante la sfida persa per 1-0 contro il Palermo, si procura una lesione di secondo grado dell'adduttore lungo della coscia destra chiudendo così anzitempo la sua prima stagione da interista con 20 presenze collezionate in totale. Il 19 giugno 2013 viene riscattato dall'Inter, ma successivamente non viene convocato per il ritiro estivo agli ordini del tecnico Walter Mazzarri.

#### Milan e Sampdoria
Il 1º agosto 2013 si trasferisce al Milan con la formula del prestito oneroso (1 milione di euro) con diritto di riscatto fissato a 4 milioni; il calciatore sceglie di indossare la maglia numero 26. Esordisce con la casacca rossonera il 19 ottobre seguente, in occasione della vittoria interna per 1-0 contro l'Udinese, e nel turno successivo, perso in casa del Parma per 3-2, realizza la sua prima rete con il Milan. Dopo 4
presenze e un gol con i rossoneri, fa ritorno all'Inter.
Il 29 agosto 2014 si trasferisce a titolo temporaneo alla Sampdoria, scegliendo di indossare la maglia numero 26 già avuta al Milan; due giorni dopo esordisce in blucerchiato subentrando a Gianluca Sansone al 44' di Palermo-Sampdoria (1-1). Gioca in tutto 30 partite con la maglia blucerchiata. Il 9 luglio 2015, rimasto svincolato, decide di rinnovare per altre due stagioni il suo contratto con la Samp. Esordisce con la maglia blucerchiata in Europa League nei preliminari persi dalla Samp e in campionato nella sfida vinta 5-2 contro il Carpi. Il 23 settembre 2015 si infortuna all'adduttore della coscia destra nella partita interna contro la Roma (2-1). Il 25 ottobre successivo rientra in campo titolare contro l'Hellas Verona e la squadra torna a vincere (4-1), cosa che non aveva fatto nel periodo della sua assenza.
Dopo avere avuto dei problemi col mister dei blucerchiati Vincenzo Montella, nel 2016-2017 gli subentra Marco Giampaolo (suo allenatore ai tempi del Catania), con cui diventa un perno della difesa blucerchiata, tanto che il 30 gennaio 2017, in scadenza di contratto, prolunga fino al 2019 con la squadra genovese. Il 21 maggio, in occasione del pareggio per 1-1 in casa dell'Udinese, viste le contemporanee assenze di Palombo, Regini e Quagliarella indossa per la prima volta la fascia di capitano dei blu-cerchiati.
Nella stagione successiva, nella gara di ritorno vinta 2-1 proprio contro i friulani, sigla il suo primo gol con la maglia blu-cerchiata; nei minuti finali della stessa partita realizza anche l'autogol che permette alla squadra bianconera di accorciare le distanze.

#### Empoli
Il 6 agosto 2018 si trasferisce a titolo definitivo all'Empoli, firmando un contratto annuale. Esordisce con i toscani il 12 agosto successivo in Coppa Italia, nella partita casalinga col Cittadella in cui i toscani perdono per 3-0. Sigla la sua prima marcatura nel 3-3 in casa del Frosinone del 21 ottobre seguente, dopo aver siglato anche un autogol. Va poi a segno anche il 25 novembre al 92' della sfida contro l'Atalanta, in cui completa la rimonta dei toscani da 0-2 a 3-2.

#### Livorno
Dopo la retrocessione dell'Empoli rimane svincolato sino al 6 febbraio 2020, giorno in cui firma in Serie B con il Livorno.
Il 1º luglio 2020, chiude la sua esperienza con gli amaranto rimanendo svincolato, dopo che non ha raggiunto l'accordo per il prolungamento del contratto fino al 31 agosto con la società toscana.

#### Mouscron ed Entella
Il 20 luglio 2020 si accasa alla squadra belga del R.E. Mouscron. Con la squadra belga gioca 24 partite di campionato segnando 3 gol.
Il 2 settembre 2021 torna in Italia firmando per la Virtus Entella in Serie C.
Dopo aver collezionato 20 presenze con il club ligure, il 30 giugno 2022 rimane svincolato.

## Statistiche

### Presenze e reti nei club
| Stagione            | Squadra             | Campionato          | Campionato | Campionato | Coppe nazionali | Coppe nazionali | Coppe nazionali | Coppe continentali | Coppe continentali | Coppe continentali | Altre coppe | Altre coppe | Altre coppe | Totale | Totale |
| Stagione            | Squadra             | Comp                | Pres       | Reti       | Comp            | Pres            | Reti            | Comp               | Pres               | Reti               | Comp        | Pres        | Reti        | Pres   | Reti   |
| ------------------- | ------------------- | ------------------- | ---------- | ---------- | --------------- | --------------- | --------------- | ------------------ | ------------------ | ------------------ | ----------- | ----------- | ----------- | ------ | ------ |
| 2002-2003           | Boca Juniors        | PD                  | 5          | 1          | -               | -               | -               | CL                 | 0                  | 0                  | -           | -           | -           | 5      | 1      |
| 2003-2004           | Boca Juniors        | PD                  | 4          | 0          | -               | -               | -               | CS+CL              | 3+2                | 0                  | CInt        | 0           | 0           | 9      | 0      |
| 2004-2005           | Boca Juniors        | PD                  | 10         | 0          | -               | -               | -               | CS                 | 0                  | 0                  | -           | -           | -           | 10     | 0      |
| 2005-2006           | Boca Juniors        | PD                  | 21         | 4          | -               | -               | -               | CS                 | 5                  | 0                  | -           | -           | -           | 26     | 4      |
| 2006-2007           | Boca Juniors        | PD                  | 21         | 1          | -               | -               | -               | CS+CL              | 2+8                | 0                  | -           | -           | -           | 31     | 1      |
| 2007-gen. 2008      | Boca Juniors        | PD                  | 2          | 0          | -               | -               | -               | -                  | -                  | -                  | Cmc         | 0           | 0           | 2      | 0      |
| Totale Boca Juniors | Totale Boca Juniors | Totale Boca Juniors | 63         | 6          |                 | -               | -               |                    | 20                 | 0                  |             | 0           | 0           | 83     | 6      |
| gen.-giu. 2008      | Catania             | A                   | 11         | 0          | CI              | 2               | 0               | -                  | -                  | -                  | -           | -           | -           | 13     | 0      |
| 2008-2009           | Catania             | A                   | 36         | 0          | CI              | 3               | 0               | -                  | -                  | -                  | -           | -           | -           | 39     | 0      |
| 2009-2010           | Catania             | A                   | 35         | 1          | CI              | 1               | 0               | -                  | -                  | -                  | -           | -           | -           | 36     | 1      |
| 2010-2011           | Catania             | A                   | 36         | 6          | CI              | 2               | 0               | -                  | -                  | -                  | -           | -           | -           | 38     | 6      |
| Totale Catania      | Totale Catania      | Totale Catania      | 118        | 7          |                 | 8               | 0               |                    | -                  | -                  |             | -           | -           | 126    | 7      |
| 2011-2012           | Palermo             | A                   | 29         | 5          | CI              | 0               | 0               | UEL                | -                  | -                  | -           | -           | -           | 29     | 5      |
| 2012-2013           | Inter               | A                   | 9          | 0          | CI              | 2               | 0               | UEL                | 9                  | 0                  | -           | -           | -           | 20     | 0      |
| 2013-2014           | Milan               | A                   | 4          | 1          | CI              | 0               | 0               | UCL                | 0                  | 0                  | -           | -           | -           | 4      | 1      |
| 2014-2015           | Sampdoria           | A                   | 29         | 0          | CI              | 1               | 0               | -                  | -                  | -                  | -           | -           | -           | 30     | 0      |
| 2015-2016           | Sampdoria           | A                   | 25         | 0          | CI              | 0               | 0               | UEL                | 2                  | 0                  | -           | -           | -           | 27     | 0      |
| 2016-2017           | Sampdoria           | A                   | 36         | 0          | CI              | 2               | 0               | -                  | -                  | -                  | -           | -           | -           | 38     | 0      |
| 2017-2018           | Sampdoria           | A                   | 34         | 1          | CI              | 3               | 0               | -                  | -                  | -                  | -           | -           | -           | 37     | 1      |
| Totale Sampdoria    | Totale Sampdoria    | Totale Sampdoria    | 124        | 1          |                 | 6               | 0               |                    | 2                  | 0                  |             | -           | -           | 132    | 1      |
| 2018-2019           | Empoli              | A                   | 34         | 2          | CI              | 1               | 0               | -                  | -                  | -                  | -           | -           | -           | 35     | 2      |
| feb.-giu. 2020      | Livorno             | B                   | 5          | 0          | CI              | 0               | 0               | -                  | -                  | -                  | -           | -           | -           | 5      | 0      |
| 2020-2021           | R.E. Mouscron       | PL                  | 24         | 3          | CB              | 1               | 0               | -                  | -                  | -                  | -           | -           | -           | 25     | 3      |
| 2021-2022           | Virtus Entella      | C                   | 20         | 0          | CI-C            | 0               | 0               | -                  | -                  | -                  | -           | -           | -           | 20     | 0      |
| Totale carriera     | Totale carriera     | Totale carriera     | 430        | 25         |                 | 18              | 0               |                    | 31                 | 0                  |             | 0           | 0           | 479    | 25     |

## Palmarès

### Club

#### Competizioni nazionali
- Campionato argentino: 3

Boca Juniors: Apertura 2003, Apertura 2005, Clausura 2006

#### Competizioni internazionali
- Coppa Libertadores: 2

Boca Juniors: 2003, 2007
- Coppa Intercontinentale: 1

Boca Juniors: 2003
- Coppa Sudamericana: 2

Boca Juniors: 2004, 2005
- Recopa Sudamericana: 2

Boca Juniors: 2005, 2006